# 射水郡
- 令制国一覧 > 北陸道 > 越中国 > 射水郡
- 日本 > 中部地方 > 富山県 > 射水郡

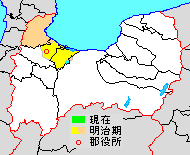
富山県射水郡の範囲（水色：後に他郡から編入した区域 薄黄：後に他郡に編入された区域）

射水郡（いみずぐん）は、富山県（越中国）にあった郡。

## 郡域
1878年（明治11年）に行政区画として発足した当時の郡域は、おおむね以下の区域に相当する。
- 富山市の一部（中老田、東老田）
- 高岡市の一部（二蔵、東藤平蔵、十二町島、西藤平蔵、佐野、和田、石塚、上北島、北島、早川、長江、長慶寺、守山、須田、西海老坂、東海老坂以東）
- 氷見市の全域
- 射水市の大部分（土代・山本・小杉北野・山本新・椎土・海老江練合・本江針山新を除く）

上記のうち、後に富山市に属する区域は婦負郡、氷見市および高岡市の一部（太田・西田・渋谷）の区域は氷見郡の所属となった。また、射水市の例外となっている区域は後に当郡の所属となっている。

## 歴史
いみづ（いみず）という地名は、『先代旧事本紀』に大河音足尼が「伊彌頭国造（いみづのくにのみやつこ）」に定められたと記されるのが初見とされる。語源には諸説あり、「出水」と解して「川口」もしくは「湧泉地」の意とする説、文字通り射られた矢のように速い川（射水川（現 庄川・小矢部川））の意とする説などがある。
江戸時代までは越中国の北西部一帯を占める郡で、現在の高岡市の一部（北部・中部）、富山市の一部（老田地区）、射水市、氷見市の市域に相当する。南を礪波郡、東を婦負郡、北と東を加賀国・能登国に接する。律令時代には伏木（現 高岡市伏木）に越中国府が置かれた。
1878年（明治11年）の郡区町村編制法施行の際、郡役所は高岡（後に市制施行して高岡市）に置かれた。1942年（昭和17年）の地方事務所設置の際は、射水地方事務所が小杉町に置かれた。

### 近代以降の沿革
- 幕末時点では全域が加賀金沢藩領であった。
- 1871年（明治4年）
  - 7月14日 - 廃藩置県により金沢県の管轄となる。
  - 11月20日 - 第1次府県統合により七尾県の管轄となる。
- 1872年（明治5年）9月27日 - 七尾県の廃止により新川県の管轄となる。
- 1876年（明治9年）4月18日 - 第2次府県統合により石川県の管轄となる。
- 1878年（明治11年）12月17日[1] - 郡区町村編制法の石川県での施行により、行政区画としての射水郡が発足。郡役所を高岡城鍛冶丸跡（現在の高岡市立博物館、高岡市古城1番5号）に設置。
- 1880年（明治13年）10月30日 - 射水郡役所開庁式挙行[2]。
- 1883年（明治16年）5月9日 - 石川県が分割され、富山県の管轄となる。
- 1889年（明治22年）4月1日 - 市制の施行により当郡の一部（高岡60町[3]および高岡関町、高岡大坪地子、横田村、下関村、中川村、上関村、木津村、開発村、鴨島村、湶分の各一部）が分立して高岡市が発足し、郡より離脱。また、町村制の施行により、円池又新村の所属郡が礪波郡に変更、残部には以下の町村が発足。（5町49村）

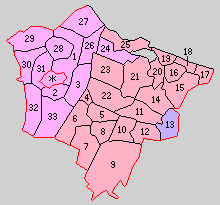
1.掛開発村 2.下関村 3.野村 4.大門町 5.二口村 6.浅井村 7.櫛田村 8.水戸田村 9.金山村10.橋下条村 11.小杉町 12.黒河村 13.老田村 14.大江村 15.下村 16.七美村 17.打出本江村 18.海老江村 19.堀岡村 20.片口村 21.作道村 22.大島村 23.塚原村 24.牧野村 25.新湊町 26.能町村 27.伏木町 28.二上村 29.守山村 30.西条村 31.横田村 32.佐野村 33.二塚村（紫：富山市 桃：高岡市 赤：射水市）

- 掛開発村 ← 掛開発村、湶分［一部］、開発村［一部］、高岡土器町、高岡開発町、高岡大坪地子［一部］、高岡散地子、江尻村、荻布村、米島村、城光寺村（現・高岡市）
- 下関村 ← 下関村［一部］、中川村［一部］、京田村、上関村［一部］、塵除村、高岡神主町、赤祖父村、大野村、高岡古定塚町、高岡関町［一部］（現・高岡市）
- 野村 ← 蓮花寺村、野村、野村新村、三女子村、井口本江村、出来田村、深沢村、石瀬村（現・高岡市）
- 大門町 ← 大門村、大門新町、犬内村、枇杷首村、百米木村、二口村［一部］（現・射水市）
- 二口村 ← 二口村［一部］、棚田村、南中村、安吉村、本田村、下若林村、本江村（現・射水市）
- 浅井村 ← 島村、上条村、下条村、古川新村、土合村、土合新村、柳俣村、堀内村、東広上村、西広上村［一部］、西広上新村（現・射水市）
- 櫛田村 ← 串田村、串田新村、串田新出村、円池村、布目沢村、円池新村、小泉村（現・射水市）
- 水戸田村 ← 水戸田村、生源寺村、生源寺新村、上若林村、生源寺新出村、市井村、竹鼻村、開口村、藤巻村（現・射水市）
- 金山村 ← 青井谷村、浄土寺村、上野村、上野新村（現・射水市）
- 橋下条村 ← 橋下条村、橋下条新村、日宮新村（現・射水市）
- 小杉町 ← 戸破村、小杉三ヶ村、大手崎村（現・射水市）
- 黒河村 ← 黒河村、黒河新村、黒河又新村、沢野村、太閤山、中老田新村、塚越村（現・射水市）
- 老田村 ← 中老田村、東老田村、東老田新村、西老田新村、願海寺村、野々上村、二俣村、花木新村（現・富山市）
- 大江村 ← 大江村、鷲塚村、西高木村、小白石村、東稲積村（現・射水市）
- 下村 ← 下村、倉垣小杉村、大白石村、摺出寺村、八講開、三十三ヶ村［一部］（現・射水市）
- 七美村 ← 野寺新村、穴場新村、柳瀬村、柳瀬新村、二十六町村、八島新村、中野新村（現・射水市）
- 打出本江村 ← 打出本江村、中新村、利波新村、針山新出村、針山後新村、針山新村、三十三ヶ村［一部］、婦負郡針山新村（現・射水市）
- 海老江村 ← 海老江村、浜開新村、三十三ヶ村［一部］、婦負郡練合村（現・射水市）
- 堀岡村 ← 堀岡新村、明神新村、新明神村、古明神村、堀江新村（現・射水市）
- 片口村 ← 片口村、久々江村、久々江新村、高場新村、堀上新村、入江村、堀岡又新村（現・射水市）
- 作道村 ← 作道村、殿村津幡江村、今井村、高木村、布目村、鏡宮村、久々湊村、野村津幡江村、東津幡江村、沖村（現・射水市）
- 大島村 ← 本開発村、今開発村、小島村、新開発村、赤井村、北高木村、八塚村、小林村、鳥取村、南高木村、北野村、若杉村、中野村（現・射水市）
- 塚原村 ← 寺塚原村、沖塚原村、松木村、東朴木村（現・射水市）
- 牧野村 ← 下牧野村、上牧野村、中曽根村、姫野村、金屋村、石丸村（現・高岡市）
- 新湊町 ← 新湊放生津町、新湊荒屋村、新湊放生津新町、新湊三日曽根村、新湊四日曽根村、新湊長徳寺村、新湊三ヶ新村、新湊六渡寺村、法土寺村、中伏木村、中伏木新村（現・射水市）
- 能町村 ← 吉久村、宮中新村、六渡寺新村、能町村、鷲北新村、角村、吉久新村（現・高岡市）
- 伏木町 ← 伏木本町、伏木中道町、伏木湊町、伏木臥浦町、伏木石坂町、伏木玉川町、伏木新町、一ノ宮村、古府村、矢田村、国分村（現・高岡市）
- 二上村 ← 二上村、下八ヶ新村、守護町村、南八ヶ新村、守護町新村、渡リ村、二上新村（現・高岡市）
- 守山村 ← 守山町、須田村、五十里村、西海老坂村、東海老坂村（現・高岡市）
- 西条村 ← 波岡村、北島村、長慶寺村、早川村、長江新村（現・高岡市）
- 横田村 ← 横田村［一部］、四ツ屋川原村、開発村［一部］、内免新村、開発新村、鷲島新村［一部］、甲島村、羽広村、鴨島村［一部］（現・高岡市）
- 佐野村 ← 佐野村、西藤平蔵村、十二町島村、北蔵新村、鷲島新村［一部］、木津村［一部］、中坪新村、木津新村、上関新村（現・高岡市）
- 二塚村 ← 二塚村、西広上村［一部］、十二町分、上伏間江村、下伏間江村、上黒田村、下黒田村、林新村、二塚新村、上黒田新村、東藤平蔵村（現・高岡市）

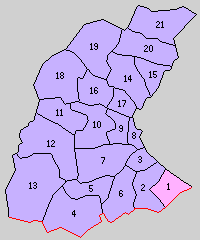
1.太田村 2.宮田村 3.窪村 4.仏生寺村 5.布勢村 6.神代村 7.十二町村 8.氷見町 9.加納村 10.上庄村 11.熊無村 12.速川村 13.久目村 14.阿尾村 15.藪田村 16.余川村 17.稲積村 18.碁石村 19.八代村 20.宇波村 21.女良村 （紫：氷見市 桃：高岡市）

- 太田村 ← 太田村、西田村、渋谷新村（現・高岡市）
- 宮田村 ← 乱橋村、島尾村、上泉村、下田子村、上田子村、小竹村（現・氷見市）
- 窪村 ← 窪村、園村、窪新村、柳田村、柳田新村（現・氷見市）
- 仏生寺村 ← 惣領村、鞍骨村、仏生寺村（現・氷見市）
- 布勢村 ← 飯久保村、矢田部村、深原村、布施村（現・氷見市）
- 神代村 ← 神代村、蒲田村、矢方村、中島新村［一部］、古江新村［一部］、耳浦村、堀田村
- 十二町村 ← 十二町村、海津村、上久津呂村、下久津呂村、粟原村、川尻村、万尾村、中谷内村、西朴木村、中島新村［一部］、古江新村［一部］（現・氷見市）
- 氷見町 ← 氷見17町、朝日村、加納村［一部］、鞍川村［一部］、池田新村（現・氷見市）
- 加納村 ← 加納村［一部］、鞍川村［一部］（現・氷見市）
- 上庄村 ← 泉村、大野新村、七分一村、上田村、柿谷村（現・氷見市）
- 熊無村 ← 論田村、熊無村、谷屋村、中村、新保村（現・氷見市）
- 速川村 ← 小久米村、日詰村、早借村、田江村、日名田村、三尾村、床鍋村、葛葉村、小窪村（現・氷見市）
- 久目村 ← 池田村、触坂村、桑院村、見内村、岩ヶ瀬村、棚懸村、坪池村、赤羽毛村、老谷村（現・氷見市）
- 阿尾村 ← 阿尾村、北八代村、指崎村、森寺村（現・氷見市）
- 藪田村 ← 藪田村、小杉村、泊リ村（現・氷見市）
- 余川村（下余川村が単独村制。現・氷見市）
- 稲積村 ← 稲積村、間島新村（現・氷見市）
- 碁石村 ← 上余川村、一刎村、吉懸村、味川村、懸札村、寺尾村（現・氷見市）
- 八代村 ← 胡桃原村、角間村、国見村、小滝村、針木村、磯辺村、吉滝村（現・氷見市）
- 宇波村 ← 宇波村、大境村、小境村、脇方村、白川村、五十谷村、戸津宮村、大窪村（現・氷見市）
- 女良村 ← 中田村、脇村、中波村、姿村、長坂村、平村、吉岡村、平沢村（現・氷見市）

- 1896年（明治29年）
  - 4月1日 - 郡制の施行のため、太田村、宮田村、窪村、仏生寺村、布勢村、神代村、十二町村、氷見町、加納村、上庄村、熊無村、速川村、久目村、阿尾村、藪田村、余川村、稲積村、碁石村、八代村、宇波村、女良村の区域をもって氷見郡が発足。（4町29村）
  - 6月1日 - 郡制を施行。
- 1915年（大正4年）1月1日 - 打出本江村が本江村に改称。
- 1917年（大正6年）5月15日 - 掛開発村が高岡市、能町村、二上村に分割編入。（4町28村）
- 1923年（大正12年）3月31日 - 郡会が廃止。郡役所は存続。
- 1926年（大正15年）6月30日 - 郡役所が廃止。以降は地域区分名称となる。
- 1925年（大正14年）8月1日 - 下関村が高岡市に編入。（4町27村）
- 1928年（昭和3年）6月1日 - 横田村・西条村が高岡市に編入。（4町25村）
- 1933年（昭和8年）8月1日 - 二上村が高岡市に編入。（4町24村）
- 1940年（昭和15年）12月1日 - 牧野村が新湊町に編入。（4町23村）
- 1942年（昭和17年）
  - 4月1日 - 伏木町・能町村・守山村・野村・佐野村・二塚村が高岡市に編入。（3町18村）
  - 6月8日 - 橋下条村が小杉町に編入。（3町17村）
  - 10月2日 - 新湊町が高岡市に編入。（2町17村）
- 1951年（昭和26年）
  - 1月1日 - 高岡市の一部が分立し、新湊町、牧野村が発足。（3町18村）
  - 3月15日 - 新湊町が市制施行して新湊市となり、郡より離脱。（2町18村）
  - 4月4日 - 牧野村が高岡市に編入。（2町17村）
- 1953年（昭和28年）
  - 4月1日 - 作道村・片口村・堀岡村・海老江村・七美村・本江村が新湊市に編入。（2町11村）
  - 10月5日 - 塚原村が新湊市に編入。（2町10村）
  - 11月15日 - 金山村が小杉町に編入。（2町9村）
  - 12月1日 - 大江村が小杉町に編入。（2町8村）
- 1954年（昭和29年）
  - 3月1日（2町3村）
    - 大門町・櫛田村・浅井村・水戸田村・二口村が合併し、改めて大門町が発足。
    - 老田村が婦負郡呉羽村・長岡村・寒江村と合併して婦負郡呉羽町が発足し、郡より離脱。

  - 3月27日 - 黒河村が小杉町に編入。（2町2村）
- 1959年（昭和34年）4月1日 - 小杉町が婦負郡池多村の一部（大字土代および山本・北野・山本新・椎土の各一部）を編入。
- 1969年（昭和44年）4月1日 - 大島村が町制施行して大島町となる。（3町1村）
- 2005年（平成17年）11月1日 - 小杉町・大門町・大島町・下村が新湊市と合併して射水市が発足。同日射水郡消滅。

### 変遷表
| 明治22年以前 | 明治22年4月1日      | 明治22年 - 明治45年    | 大正1年 - 昭和20年           | 大正1年 - 昭和20年           | 昭和20年 - 昭和63年                | 昭和20年 - 昭和63年          | 平成1年 - 現在              | 現在   |
| ------------ | ------------------- | ---------------------- | ---------------------------- | ---------------------------- | ---------------------------------- | ---------------------------- | --------------------------- | ------ |
|              | 高岡市              | 高岡市                 | 高岡市                       | 高岡市                       | 高岡市                             | 高岡市                       | 高岡市                      | 高岡市 |
|              | 掛開発村            | 掛開発村               | 大正6年5月15日 高岡市に編入  | 高岡市                       | 高岡市                             | 高岡市                       | 高岡市                      | 高岡市 |
|              | 下関村              | 下関村                 | 大正14年8月1日 高岡市に編入  | 高岡市                       | 高岡市                             | 高岡市                       | 高岡市                      | 高岡市 |
|              | 横田村              | 横田村                 | 昭和3年6月1日 高岡市に編入   | 高岡市                       | 高岡市                             | 高岡市                       | 高岡市                      | 高岡市 |
|              | 西条村              | 西条村                 | 昭和3年6月1日 高岡市に編入   | 高岡市                       | 高岡市                             | 高岡市                       | 高岡市                      | 高岡市 |
|              | 二上村              | 二上村                 | 昭和8年8月1日 高岡市に編入   | 高岡市                       | 高岡市                             | 高岡市                       | 高岡市                      | 高岡市 |
|              | 伏木町              | 伏木町                 | 伏木町                       | 昭和17年4月1日 高岡市に編入  | 高岡市                             | 高岡市                       | 高岡市                      | 高岡市 |
|              | 佐野村              | 佐野村                 | 佐野村                       | 昭和17年4月1日 高岡市に編入  | 高岡市                             | 高岡市                       | 高岡市                      | 高岡市 |
|              | 守山村              | 守山村                 | 守山村                       | 昭和17年4月1日 高岡市に編入  | 高岡市                             | 高岡市                       | 高岡市                      | 高岡市 |
|              | 二塚村              | 二塚村                 | 二塚村                       | 昭和17年4月1日 高岡市に編入  | 高岡市                             | 高岡市                       | 高岡市                      | 高岡市 |
|              | 野村                | 野村                   | 野村                         | 昭和17年4月1日 高岡市に編入  | 高岡市                             | 高岡市                       | 高岡市                      | 高岡市 |
|              | 能町村              | 能町村                 | 能町村                       | 昭和17年4月1日 高岡市に編入  | 高岡市                             | 高岡市                       | 高岡市                      | 高岡市 |
|              | 牧野村              | 牧野村                 | 昭和15年12月1日 新湊町に編入 | 昭和17年10月1日 高岡市に編入 | 昭和26年1月1日 分立 牧野村         | 昭和26年4月4日 高岡市に編入  | 高岡市                      | 高岡市 |
|              | 新湊町              | 新湊町                 | 新湊町                       | 昭和17年10月1日 高岡市に編入 | 昭和26年1月1日 分立 新湊町         | 昭和26年3月15日 市制         | 平成17年11月1日 射水市      | 射水市 |
|              | 打出本江村          | 打出本江村             | 大正4年1月1日 改称 本江村    | 本江村                       | 本江村                             | 昭和28年4月1日 新湊市に編入  | 平成17年11月1日 射水市      | 射水市 |
|              | 七美村              | 七美村                 | 七美村                       | 七美村                       | 七美村                             | 昭和28年4月1日 新湊市に編入  | 平成17年11月1日 射水市      | 射水市 |
|              | 海老江村            | 海老江村               | 海老江村                     | 海老江村                     | 海老江村                           | 昭和28年4月1日 新湊市に編入  | 平成17年11月1日 射水市      | 射水市 |
|              | 堀岡村              | 堀岡村                 | 堀岡村                       | 堀岡村                       | 堀岡村                             | 昭和28年4月1日 新湊市に編入  | 平成17年11月1日 射水市      | 射水市 |
|              | 片口村              | 片口村                 | 片口村                       | 片口村                       | 片口村                             | 昭和28年4月1日 新湊市に編入  | 平成17年11月1日 射水市      | 射水市 |
|              | 作道村              | 作道村                 | 作道村                       | 作道村                       | 作道村                             | 昭和28年4月1日 新湊市に編入  | 平成17年11月1日 射水市      | 射水市 |
|              | 塚原村              | 塚原村                 | 塚原村                       | 塚原村                       | 塚原村                             | 昭和28年10月5日 新湊市に編入 | 平成17年11月1日 射水市      | 射水市 |
|              | 小杉町              | 小杉町                 | 小杉町                       | 小杉町                       | 小杉町                             | 小杉町                       | 平成17年11月1日 射水市      | 射水市 |
|              | 橋下条村            | 橋下条村               | 橋下条村                     | 昭和17年6月8日 小杉町に編入  | 小杉町                             | 小杉町                       | 平成17年11月1日 射水市      | 射水市 |
|              | 金山村              | 金山村                 | 金山村                       | 金山村                       | 昭和28年11月15日 小杉町に編入      | 小杉町                       | 平成17年11月1日 射水市      | 射水市 |
|              | 大江村              | 大江村                 | 大江村                       | 大江村                       | 昭和28年12月1日 小杉町に編入       | 小杉町                       | 平成17年11月1日 射水市      | 射水市 |
|              | 黒河村              | 黒河村                 | 黒河村                       | 黒河村                       | 昭和29年3月27日 小杉町に編入       | 小杉町                       | 平成17年11月1日 射水市      | 射水市 |
|              | 婦負郡 池多村の一部 | 婦負郡 池多村の一部    | 婦負郡 池多村の一部          | 婦負郡 池多村の一部          | 昭和34年1月1日 小杉町に編入        | 小杉町                       | 平成17年11月1日 射水市      | 射水市 |
|              | 大門町              | 大門町                 | 大門町                       | 大門町                       | 昭和29年3月1日 大門町              | 昭和29年3月1日 大門町        | 平成17年11月1日 射水市      | 射水市 |
|              | 水戸田村            | 水戸田村               | 水戸田村                     | 水戸田村                     | 昭和29年3月1日 大門町              | 昭和29年3月1日 大門町        | 平成17年11月1日 射水市      | 射水市 |
|              | 櫛田村              | 櫛田村                 | 櫛田村                       | 櫛田村                       | 昭和29年3月1日 大門町              | 昭和29年3月1日 大門町        | 平成17年11月1日 射水市      | 射水市 |
|              | 浅井村              | 浅井村                 | 浅井村                       | 浅井村                       | 昭和29年3月1日 大門町              | 昭和29年3月1日 大門町        | 平成17年11月1日 射水市      | 射水市 |
|              | 二口村              | 二口村                 | 二口村                       | 二口村                       | 昭和29年3月1日 大門町              | 昭和29年3月1日 大門町        | 平成17年11月1日 射水市      | 射水市 |
|              | 大島村              | 大島村                 | 大島村                       | 大島村                       | 昭和44年4月1日 町制                | 大島町                       | 平成17年11月1日 射水市      | 射水市 |
|              | 下村                | 下村                   | 下村                         | 下村                         | 下村                               | 下村                         | 平成17年11月1日 射水市      | 射水市 |
|              | 太田村              | 明治29年3月29日 氷見郡 | 氷見郡 太田村                | 氷見郡 太田村                | 昭和28年10月5日 高岡市に編入       | 昭和28年10月5日 高岡市に編入 | 高岡市                      | 高岡市 |
|              | 氷見町              | 明治29年3月29日 氷見郡 | 氷見郡 氷見町                | 氷見郡 氷見町                | 昭和27年8月1日 氷見市              | 昭和27年8月1日 氷見市        | 氷見市                      | 氷見市 |
|              | 加納村              | 明治29年3月29日 氷見郡 | 昭和15年4月1日 氷見町に編入  | 氷見郡 氷見町                | 昭和27年8月1日 氷見市              | 昭和27年8月1日 氷見市        | 氷見市                      | 氷見市 |
|              | 稲積村              | 明治29年3月29日 氷見郡 | 昭和15年10月1日 氷見町に編入 | 氷見郡 氷見町                | 昭和27年8月1日 氷見市              | 昭和27年8月1日 氷見市        | 氷見市                      | 氷見市 |
|              | 余川村              | 明治29年3月29日 氷見郡 | 氷見郡 余川村                | 氷見郡 余川村                | 昭和27年8月1日 氷見市              | 昭和27年8月1日 氷見市        | 氷見市                      | 氷見市 |
|              | 碁石村              | 明治29年3月29日 氷見郡 | 氷見郡 碁石村                | 氷見郡 碁石村                | 昭和27年8月1日 氷見市              | 昭和27年8月1日 氷見市        | 氷見市                      | 氷見市 |
|              | 八代村              | 明治29年3月29日 氷見郡 | 氷見郡 八代村                | 氷見郡 八代村                | 昭和27年8月1日 氷見市              | 昭和27年8月1日 氷見市        | 氷見市                      | 氷見市 |
|              | 宮田村              | 明治29年3月29日 氷見郡 | 氷見郡 宮田村                | 氷見郡 宮田村                | 昭和28年11月1日 氷見市に編入       | 昭和28年11月1日 氷見市に編入 | 氷見市                      | 氷見市 |
|              | 窪村                | 明治29年3月29日 氷見郡 | 氷見郡 窪村                  | 氷見郡 窪村                  | 昭和28年11月1日 氷見市に編入       | 昭和28年11月1日 氷見市に編入 | 氷見市                      | 氷見市 |
|              | 上庄村              | 明治29年3月29日 氷見郡 | 氷見郡 上庄村                | 氷見郡 上庄村                | 昭和28年12月1日 氷見市に編入       | 昭和28年12月1日 氷見市に編入 | 氷見市                      | 氷見市 |
|              | 熊無村              | 明治29年3月29日 氷見郡 | 氷見郡 熊無村                | 氷見郡 熊無村                | 昭和28年12月1日 氷見市に編入       | 昭和28年12月1日 氷見市に編入 | 氷見市                      | 氷見市 |
|              | 仏生寺村            | 明治29年3月29日 氷見郡 | 氷見郡 仏生寺村              | 氷見郡 仏生寺村              | 昭和29年4月1日 氷見市に編入        | 昭和29年4月1日 氷見市に編入  | 氷見市                      | 氷見市 |
|              | 布勢村              | 明治29年3月29日 氷見郡 | 氷見郡 布勢村                | 氷見郡 布勢村                | 昭和29年4月1日 氷見市に編入        | 昭和29年4月1日 氷見市に編入  | 氷見市                      | 氷見市 |
|              | 神代村              | 明治29年3月29日 氷見郡 | 氷見郡 神代村                | 氷見郡 神代村                | 昭和29年4月1日 氷見市に編入        | 昭和29年4月1日 氷見市に編入  | 氷見市                      | 氷見市 |
|              | 十二町村            | 明治29年3月29日 氷見郡 | 氷見郡 十二町村              | 氷見郡 十二町村              | 昭和29年4月1日 氷見市に編入        | 昭和29年4月1日 氷見市に編入  | 氷見市                      | 氷見市 |
|              | 速川村              | 明治29年3月29日 氷見郡 | 氷見郡 速川村                | 氷見郡 速川村                | 昭和29年4月1日 氷見市に編入        | 昭和29年4月1日 氷見市に編入  | 氷見市                      | 氷見市 |
|              | 久目村              | 明治29年3月29日 氷見郡 | 氷見郡 久目村                | 氷見郡 久目村                | 昭和29年4月1日 氷見市に編入        | 昭和29年4月1日 氷見市に編入  | 氷見市                      | 氷見市 |
|              | 阿尾村              | 明治29年3月29日 氷見郡 | 氷見郡 阿尾村                | 氷見郡 阿尾村                | 昭和29年4月1日 氷見市に編入        | 昭和29年4月1日 氷見市に編入  | 氷見市                      | 氷見市 |
|              | 薮田村              | 明治29年3月29日 氷見郡 | 氷見郡 薮田村                | 氷見郡 薮田村                | 昭和29年4月1日 氷見市に編入        | 昭和29年4月1日 氷見市に編入  | 氷見市                      | 氷見市 |
|              | 宇波村              | 明治29年3月29日 氷見郡 | 氷見郡 宇波村                | 氷見郡 宇波村                | 昭和29年4月1日 氷見市に編入        | 昭和29年4月1日 氷見市に編入  | 氷見市                      | 氷見市 |
|              | 女良村              | 明治29年3月29日 氷見郡 | 氷見郡 女良村                | 氷見郡 女良村                | 昭和29年4月1日 氷見市に編入        | 昭和29年4月1日 氷見市に編入  | 氷見市                      | 氷見市 |
|              | 老田村              | 老田村                 | 老田村                       | 老田村                       | 昭和29年3月1日 婦負郡 呉羽町の一部 | 昭和40年4月1日 富山市に編入  | 平成17年4月1日 富山市の一部 | 富山市 |

## 式内社
延喜式神名帳には13座12社（大社1座1社、小社12座11社）が記載されている。大社は名神大社であるが、写本により射水神社とするものと気多神社とするものとがある。
- 射水神社（高岡市古城 射水神社、高岡市二上 二上射水神社）
- 道神社（論社3社）
- 物部神社（高岡市東海老坂）
- 加久弥神社 二座（論社2社。氷見市神代 加久弥神社、高岡市末広町 高岡関野神社）
- 久目神社（氷見市久目）
- 布勢神社（氷見市布勢）
- 速川神社（論社3社。氷見市早借 速川神社、高岡市波岡 速川神社、高岡市早川 早川八幡社）
- 櫛田神社（射水市串田）
- 礒部神社（氷見市磯辺）
- 箭代神社（氷見市北八代）
- 草岡神社（射水市古明神）
- 気多神社（高岡市伏木一ノ宮）

## 行政
出典→
石川県射水郡長
| 代 | 氏名     | 就任年月日                                  | 退任年月日                 | 備考               |
| -- | -------- | ------------------------------------------- | -------------------------- | ------------------ |
| 1  | 林定則   | 明治11年（1878年）12月17日                  | 明治12年（1879年）11月     | 依願免官のため失職 |
| 2  | 三橋久實 | 明治12年（1879年）11月                      | 明治14年（1881年）6月      | 内務属のため失職   |
| 3  | 相馬朔郎 | 明治14年（1881年）6月20日                   | 明治15年（1882年）6月6日   | 依願免官のため失職 |
| 4  | 市川伯孝 | 明治15年（1882年）6月6日（または、6月14日） | 明治15年（1882年）10月31日 | 依願免官のため失職 |
| 5  | 佐藤鴨   | 明治15年（1882年）12月18日                  | 明治16年（1883年）5月8日   | 富山県に移管       |

富山県射水郡長
| 代 | 氏名       | 就任年月日                 | 退任年月日                 | 備考                           |
| -- | ---------- | -------------------------- | -------------------------- | ------------------------------ |
| 1  | 佐藤鴨     | 明治16年（1883年）5月9日   | 明治17年（1884年）10月4日  | 函館県収悦長就任のため失職     |
| 2  | 西尾喬利   | 明治17年（1884年）10月4日  | 明治18年（1885年）12月14日 | 沖縄県首里後計長就任のため失職 |
| 3  | 渋谷孝常   | 明治18年（1885年）12月21日 | 明治19年（1886年）8月28日  | 婦負郡長就任のため失職         |
| 4  | 大渡直清   | 明治19年（1886年）9月12日  | 明治20年（1887年）12月28日 | 内務属就任のため失職           |
| 5  | 鈴木定直   | 明治20年（1887年）12月28日 | 明治22年（1889年）3月6日   | 富山県警部長就任のため失職     |
| 6  | 金田清風   | 明治22年（1889年）3月19日  | 明治23年（1890年）11月6日  | 休職（依願免官）               |
| 7  | 神保利貞   | 明治23年（1890年）11月6日  | 明治24年（1891年）9月18日  | 依願退官                       |
| 8  | 千々岩英一 | 明治24年（1891年）9月18日  | 明治25年（1892年）1月8日   | 礪波郡長就任のため失職         |
| 9  | 相馬朔郎   | 明治25年（1892年）1月8日   | 明治27年（1894年）10月17日 | 石川県羽咋郡長就任のため失職   |
| 10 | 原弘三     | 明治27年（1894年）10月17日 | 明治29年（1896年）10月31日 | 休職                           |
| 11 | 國枝逸蠖   | 明治29年（1896年）10月30日 | 明治30年（1897年）12月     | 休職                           |
| 12 | 奥田貞濟   | 明治31年（1898年）12月26日 | 明治34年（1901年）9月      | 病歿                           |
| 13 | 石坂専之助 | 明治34年（1901年）10月11日 | 明治36年（1903年）3月      | 上新川郡長に就任               |
| 14 | 吉田安喜   | 明治36年（1903年）3月11日  | 明治37年（1904年）5月16日  | 依願免                         |
| 15 | 藤井務     | 明治37年（1904年）5月16日  | 不詳                       |                                |
| 16 | 篁浦元     | 明治42年（1909年）11月18日 | 不詳                       |                                |
| 17 | 稲垣宗正   | 明治42年（1909年）12月27日 | 不詳                       |                                |
| 18 | 高松覚太郎 | 明治44年（1911年）5月22日  | 不詳                       |                                |
| 19 | 大森貞次郎 | 大正2年（1913年）6月28日   | 不詳                       |                                |
| 20 | 南原繁     | 大正6年（1917年）3月14日   | 不詳                       |                                |
| 21 | 松山顧武   | 大正8年（1919年）2月4日    | 不詳                       |                                |
| 22 | 矢後清太郎 | 大正12年（1923年）1月31日  | 大正15年（1926年）6月30日  | 郡役所廃止により、廃官         |